# Соловов, Иван Иванович
Ива́н Ива́нович Солово́в (29 октября 1952, Энгельс) — советский и российский кинорежиссёр, сценарист, продюсер, основатель кинокомпании «Ментор-Синема». Автор и режиссёр более сорока документальных и художественных фильмов. Член Европейской Киноакадемии (EFA). Заслуженный деятель искусств Российской Федерации (2006).

## Биография
Родился в городе Энгельсе Саратовской области. Потомственный военный, капитан второго ранга. Отслужил в ВМФ СССР, в 1973 году поступил на факультет журналистики в Львовское высшее военно-политическое училище. Познакомившись с Сергеем Аполинарьевичем Герасимовым, поступил на сценарный факультет ВГИКа, который окончил в 1981 году, а в 1987 году — и режиссёрский факультет. Сделал успешную карьеру в советской киноиндустрии: от редактора до художественного руководителя и заместителя начальника киностудии Министерства обороны СССР.
В 1994—1996 годах преподавал в Московском государственном институте Культуры.
Иван Соловов снимает преимущественно военно-патриотическое кино. Любимые жанры: драма, мелодрама, комедия.
Женат, имеет троих детей.

## Фильмография

### Режиссёр
1. 1991 — «Караван смерти»
2. 1991 — «Глухомань»
3. 1992 — «А спать с чужой женой хорошо?!»
4. 1992 — «Исполнитель приговора»
5. 1998 — «Чёрный океан»
6. 1998 — «Горячая точка»
7. 2001 — «Святой и грешный»
8. 2001 — «Лавина»
9. 2002 — «Железнодорожный романс»,
10. 2002 — «Моя граница»
11. 2004 — «Слова и музыка»
12. 2007 — «Отец» (экранизация рассказа Андрея Платонова «Возвращение»)
13. 2008 — «Старшая жена»
14. 2011 — «Я дождусь…»
15. 2011 — «Жена генерала»
16. 2017 — «Охота жить» (короткометражный художественный фильм; экранизация одноимённого рассказа В. М. Шукшина[4])

### Продюсер
1. 1992 — «Исполнитель приговора»
2. 1997 — сериал «Отстрел»
3. 2002 — «Глаза Ольги Корж»
4. 2004 — сериал «Парни из стали»
5. 2004 — «История весеннего призыва»
6. 2004 — «Тройной агент»
7. 2004 — «Надежда уходит последней»
8. 2005 — «Близкие люди»
9. 2006 — сериал «Ты — это я»
10. 2007 — сериал «Савва Морозов»
11. 2007 — «Долг»
12. 2007 — «Отец»
13. 2007 — «Живописная авантюра»
14. 2007 — «Артисты»
15. 2007 — «Откройте, Дед Мороз!»
16. 2008 — сериал «Человек без пистолета»
17. 2008 — сериал «Трое с площади Карронад»
18. 2008 — сериал «Печать одиночества»
19. 2008 — сериал «Мины в фарватере»
20. 2008 — сериал «Знахарь»
21. 2008 — «От любви до кохання»
22. 2008 — сериал «Слабости сильной женщины»
23. 2008 — сериал «Миллионер поневоле»

## Театральные постановки
1. 2014 — комедийная мелодрама «Его донжуанский список» (по пьесе Валентина Красногорова);
2. 2015 — драма «Вдовий пароход» (по пьесе И.Грековой и Павла Лунгина);
3. 2015 — рок-опера Алексея Рыбникова «Юнона и Авось» (по поэме А. Вознесенского).

## Награды и премии
- Лауреат Международного фестиваля документальных фильмов в Лейпциге.
- Лауреат и дипломант Всесоюзных фестивалей спортивных фильмов в Риге (за к/ф «Порыв виндгляйдера») и в Каунасе (за к/ф «Песнь о парусе»).
- Серебряная медаль имени А. П. Довженко (за фильм «Время третьего Карфагена»).
- Приз МКФ «Золотой Витязь» (Тирасполь).
- Приз прессы в Белграде (Югославия) за к/ф «Лицо геноцида».
- Главный приз ВКФ военно-патриотических фильмов в Москве за к/ф «Адмирал Крузенштерн», а также приз за лучшую режиссуру и сценарий.
- Приз МКФ в Сан-Рафаэль (Франция) за к/ф «Караван смерти» (1992).
- Спецприз на 28-м Международном Фестивале т/х фильмов «Златната Ракла» (Пловдив, Болгария).
- За фильм «Отец» — Гран-при фестиваля «Парижская весна» (Франция, 2007), Приз фестиваля «Волоколамский рубеж» (2007), Гран-при Международного кинофестиваля (Керала, Индия).
- Медаль Александра Ханжонкова «За выдающийся вклад в киноискусство» (2008).

## Ментор-Синема
В 1988 году Иван Соловов основал и возглавил кинокомпанию «Ментор-Синема». На протяжении многих лет компания занималась выпуском художественных и документальных фильмов, сериалов, фильмов-клипов. Её продукция успешно демонстрировалась на крупнейших ТВ каналах России, СНГ и зарубежья, прокатывалась в кинотеатрах. В 2002 году компания стала финалистом национального Конкурса «Бренд года/EFFIE-2002», к 2005 году вошла в пятёрку лучших на отечественном кинорынке.
С 2006 году Соловов допускает к участию в управлении кинокомпании своего школьного товарища, крупного бизнесмена, миллиардера Алиджана Ибрагимова. За обещания привлечь солидные инвестиции в «Ментор-Синема» Ибрагимов получает 50 % акций кинокомпании. Однако со временем он забирает себе всё больше полномочий и ставит на управляющие должности своих людей. К 2008 году Иван Соловов был вынужден покинуть пост генерального директора, новым гендиректором становится доверенное лицо Ибрагимова — Рахмаджан Хамутбаев. Компания перестала снимать новые фильмы. Пресса утверждает, что новое руководство фактически привело «Ментор-Синема» к банкротству, а в помещениях кинокомпании стала работать совсем другая фирма — ООО «Изарус Фильм». Сам Иван Соловов заявляет, что подвергся рейдерской атаке на свою компанию.
Попытки вернуть свою компанию в свои же руки оказались безуспешны. В 2009 году по инициативе Ибрагимова на Соловова заведено уголовное дело, его обвили в мошенничестве в особо крупных размерах. В 2012 году Хамовнический суд Москвы решением судьи Марины Сыровой признал Соловова виновным в совершении финансовых преступлений. Его сторонники продолжают настаивать на том, что это дело явилось частью сценария по травле режиссёра и отнятию его бизнеса.
Пересмотр судебного решения от 7 октября 2011 года, по которому режиссёр был приговорён к условному сроку, произошёл из-за несоответствия наказания тяжести совершённых преступлений. Основанием для утверждения обвинительного приговора от 6 сентября 2012 года (наказание в виде 4 лет заключения в колонии общего режима, плюс возмещение 86,43 млн руб. ущерба) послужили доказанные следствием многочисленные эпизоды хищения Солововым денежных средств кинокомпании «Ментор-Синема» в особо крупном размере и их легализации посредством заключения им фиктивных договоров с фирмами-однодневками и перечислением похищенных денег кинокомпании на личный банковский счет Соловова, после чего расходование им похищенного в своих интересах.
Другие кредиторы Соловова утверждают, что общий ущерб от его действий, согласно решениям судов, превышает 160 млн руб., что подтверждается информацией из банка данных исполнительных производств ФССП России. В списке кредиторов — несколько крупных банков, в том числе «Сбербанк» (более 1,25 миллиона долларов), «Траст» (более 800 тыс. рублей) и «ВТБ 24» (более 5 млн рублей) и иные юридические и физические лица (в том числе поручители Соловова по кредитам). Принудительное возвращение долгов Соловова может занять до 477 лет, при этом стоимость исчезнувших активов режиссёра намного превышает его долги.
Несмотря на мягкий приговор, комфортные условия отбывания срока наказания (поселение в Кинешме, работа в местном драматическом театре, лечение в городской больнице) и новые уголовные дела, Соловов рассчитывает на УДО. В 2014 году суд отклонил прошение режиссёра об УДО, поскольку не были выполнены необходимые для этого условия: деятельное раскаяние и возмещение ущерба потерпевшим. Так, в пользу истца на 27.10.2015 принудительно переведено всего 0,17 % от суммы ущерба (около 150 тыс. из почти 86 млн руб.) Второе прошение было подано в 2015 году, но после первого заседания режиссёр перестал являться в суд, ссылаясь на приступ остеохондроза, а впоследствии и вовсе забрал заявление на УДО. В октябре 2015 года Соловов был этапирован из колонии в Кинешме в Москву в Бутырский следственный изолятор для дачи показаний по новому соединённому уголовному делу.
Новое уголовное дело было возбуждено в 2015 году главным следственным управлением Москвы и рассмотрено Басманным районным судом по заявлениям ПАО МДМ банк и Транскапиталбанк. В ПАО «ТрансКапиталБанка» был получен кредит на сумму 25 000 000 руб. под залог кинооборудования и земельного участка в Пушкинском районе Московской области. Впоследствии выяснилось, что кинооборудование неликвидно, а на земельный участок отсутствует покупатель. В свою очередь, был взят у МДМ-банка кредит на покупку моторной яхты, которая потом бесследно исчезла с итальянской верфи и в порту приписки не регистрировалась. При попытке взыскать долги с поручителей выяснилось, что ООО «Кинокомпания Ментор-Синема» находится в предбанкротном состоянии и часть долга была выплачена «Юнигруп Энтерпрайз ЛТД», которая по договорённости с банком за эти деньги принимала часть долга Ивана Соловова.
12 июля 2016 года Басманный районный суд Москвы вынес приговор Ивану Ивановичу Соловову, по которому он был осуждён за мошенничество в сфере кредитования в особо крупном размере на 6 лет лишения свободы в колонии общего режима. В октябре 2016 года Соловов предпринял попытку обжалования приговора в Московском городском суде, но приговор был признан справедливым, а жалобы оставлены без удовлетворения. Повторное обжалование в кассационной инстанции Мосгорсуда в феврале 2017 года также подтвердило законность принятых постановлений и справедливость наказания. Таким образом, в настоящий момент в отношении Ивана Соловова имеется 18 исполнительных производств о взыскании задолженности в пользу физических лиц, юридических лиц и государства.
С сентября 2018 года — на свободе.